# Leioproctus acaciae
Leioproctus acaciae är en biart som först beskrevs av Rayment 1939.  Leioproctus acaciae ingår i släktet Leioproctus och familjen korttungebin. Inga underarter finns listade i Catalogue of Life.

## Bildgalleri

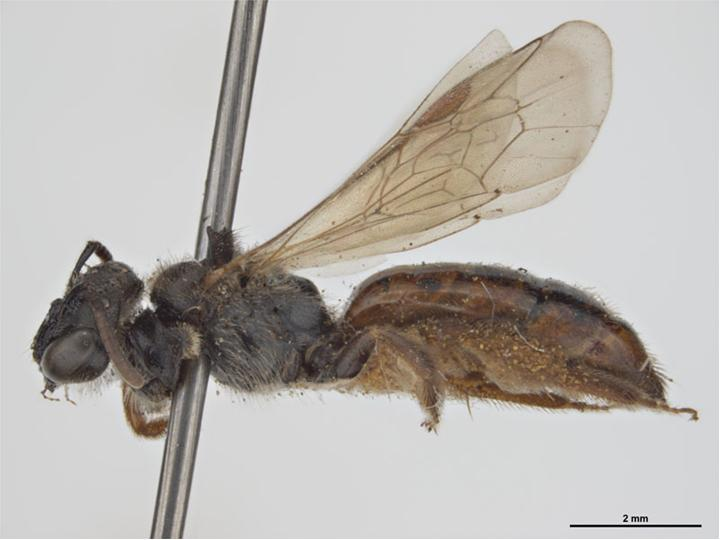
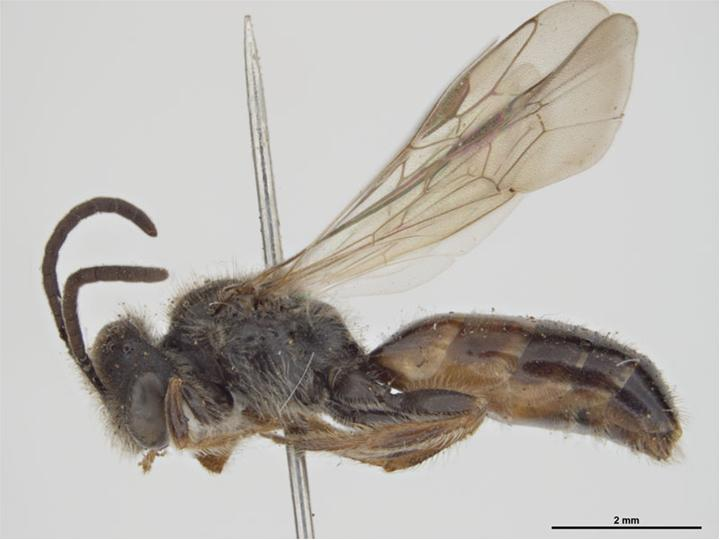